# Der Schwan (1956)
Der Schwan (Originaltitel: The Swan) ist ein US-amerikanischer Liebesfilm von Charles Vidor aus dem Jahre 1956. Als Vorlage diente das gleichnamige Theaterstück von Franz Molnár (1878–1952).

## Handlung
Seine Königliche Hoheit Kronprinz Albert beabsichtigt, das winzige (fiktive) Fürstentum entfernter Verwandter zu besuchen. Dort beginnt man in Erwartung des Staatsgastes mit hektischen Vorbereitungen, weil die Tochter des Hauses, Prinzessin Alexandra, mit dem Kronprinzen vermählt werden soll. Nach seiner Ankunft und einem ausgedehnten Erholungsschlaf geht Albert allerdings ausschließlich seinen eigenen Interessen nach und verbringt die Zeit unter anderem mit Fußball- und Bassgeigespielen. Alexandra würdigt er hingegen kaum eines Blickes.
Von der Ignoranz des Prinzen verärgert, entwickelt die resolute Mutter, Prinzessin Beatrix, einen Plan: Bei einem Ball zu Ehren seiner Hoheit soll ein anderer Mann ihrer Tochter den Hof machen, um die Aufmerksamkeit des Prinzen zu provozieren. Die Wahl fällt auf den gutaussehenden Fechtlehrer Dr. Nicholas Agi, der daraufhin von Alexandra entgegen den gesellschaftlichen Konventionen zum Fest eingeladen wird.
Beatrix ahnt nicht, dass der junge Mann schon seit längerer Zeit heimlich in Alexandra verliebt ist. Ermutigt von ihrem entgegenkommenden Verhalten, gesteht er seine Gefühle. Alexandra selbst entflammt in stürmischer Gegenliebe und ist bereit, mit Nicholas durchzubrennen. Als dieser erfährt, welches wahre Spiel mit ihm getrieben wurde, wendet er sich tief gekränkt und zornig von Alexandra ab und beleidigt zudem auch noch Prinz Albert. Der entdeckt plötzlich doch seine Zuneigung für Alexandra, einer gemeinsamen Zukunft steht nun nichts mehr im Wege.

## Hintergründe
- Bei Der Schwan handelt es sich um ein Remake des gleichnamigen Stummfilms von 1925 mit Frances Howard und Adolphe Menjou unter der Regie von Dimitri Buchowetzki. 1930 kam eine weitere Version unter dem Titel One Romantic Night in die Kinos.
- Die männliche Hauptrolle wurde zunächst Rex Harrison und Joseph Cotten angeboten, bevor Alec Guinness schließlich zusagte.
- Grace Kelly hatte dieselbe Rolle bereits im Fernsehen gespielt (ausgestrahlt von CBS am 9. Juni 1950).
- Die Außenaufnahmen entstanden im US-Bundesstaat North Carolina rund um das Biltmore Haus in Asheville sowie am Lake Junaluska.
- Um das Geschäft anzukurbeln, wartete MGM mit der Veröffentlichung des Films bis zur standesamtlichen Hochzeit von Fürst Rainier III. von Monaco und Grace Kelly am 18. April 1956. Während die amerikanische Öffentlichkeit – vom gesellschaftlichen Ereignis elektrisiert – die Kinokassen kräftig füllte, war das Publikumsinteresse im deutschsprachigen Raum eher gering.
- Der Film wurde in den deutschen Kinos auch unter dem Verleihtitel Liebesromanze einer Prinzessin gestartet.

## Kritiken
„Substanz und Atmosphäre des leicht wehmütigen Stückes wurden weitgehend beibehalten und mit leichter Ironie überzogen; ausgezeichnete Darstellerleistungen runden den ansprechenden Gesamteindruck ab.“

„Grace Kelly liebt, leidet, tanzt und weint stets in weißen Handschuhen, aufrechten Hauptes, spröden Ganges. Neureichs Traum von der Vornehmheit, mit Plüsch und Spitze, Troddeln und Plempe garniert.“

„Eine launige und zugleich glänzend erzählte Liebesgeschichte.“